# Sever d'Antioquia
Sever d'Antioquia (en grec antic Σεβῆρος, en siríac ܣܘܝܪܝܘܣ ܕܐܢܛܝܘܟܝܐ) va ser el cap de la tendència monofisita de l'església cristiana al començament del segle vi. És anomenat també Sever Heresiarca i Sever Acèfal.
Va néixer a Sozòpolis (Psídia) i de jove va anar a Beirut; en aquest temps encara era pagà, i els seus enemics l'acusaven d'haver practicat la màgia. Va abraçar el cristianisme i va ser batejat a l'església de Sant Lleonci Màrtir a Trípoli del Líban, passant després a un monestir a Palestina entre Gaza i Maiuma. Des del primer moment va manifestar les seves opinions monofisistes. És possible que al monestir on va anar hi hagués Pere l'Iber, bisbe de Gaza, destacat monofisita i seguidor de Timoteu Elure.
Sever va rebutjar l'Henòtic de l'emperador Zenó i es va oposar al moderat monofisita Pere Monge, patriarca d'Alexandria, que si que el va acceptar. Va anomenar l'Henòtic (ἑνωτικόν, 'edicte d'unió') amb el nom de Cenòtic (κενωτικόν, 'edicte de vanitat') i Dierètic (διαιρετικόν, 'edicte de desunió').
De Palestina va anar a un monestir egipci on era abat Nefali. Però Nefali es va declarar seguidor de les doctrines del Concili de Calcedònia i aviat va expulsar Sever i altres monofisites del monestir. Llavors va anar a Constantinoble per protestar i les seves queixes van arribar a l'emperador Anastasi que uns anys abans, el 491, havia succeït a Zenó. En quin moment va arribar a la ciutat no se sap, però en general se situa a l'entorn del 510.
Cap a l'any 511 va encapçalar l'oposició al patriarca Flavià II d'Antioquia, que va ser desterrat a Petra (Idumea) i l'emperador Anastasi, que afavoria el monofisisme, el va fer nomenar patriarca al seu lloc, però abans de ser consagrat, sota pressió de molts bisbes dirigits per Epifani de Tir, va haver de renunciar a la seva ordenació com a prevere que havia rebut quan es declarava monofisita i era considera invalida, i va ser reordenat.
Anastasi li havia imposat la condició que no llançaria anatema contra el Concili de Calcedònia, però Sever ja el mateix dia de pujar al càrrec va anatemitzar al Concili i l'any 413 va obtenir la confirmació de l'anatema per un concili que va celebrar a Antioquia; també va anatemitzar a Macedoni, el deposat patriarca de Constantinoble i al seu antecessor Flavià, però va acceptar l'Henòtic de Zenó i es va declarar partidari de Timoteu i de Joan III patriarques a Alexandria i a Constantinoble, i va restaurar als díptics el nom de Pere Monge; al mateix temps va rebre el suport i l'adhesió del radical monofisita Pere l'Iber.
Dels bisbes del seu patriarcat alguns van abandonar les seves seus i altres van ser desterrats. Entre els deposats hi havia Elies I de Jerusalem. El partit monofisita es va convertir en vencedor en molts llocs de l'est. L'oposició la van encapçalar Cosmes d'Epifania i Severià d'Aretusa que van tenir l'audàcia d'enviar un document on el declaraven deposat. L'emperador els va desterrar però tenien tant de suport a les seves seus que finalment Anastasi va haver de renunciar al compliment de la seva orde per evitar un bany de sang. El patriarca de Jerusalem que va succeir a Elies tampoc va donar suport al monofisisme (amb l'ajut dels anacoretes Saba i Teodosi) però en general els monofisites van predominar arreu fins a la pujada al tron de Justí I, que es va declarar favorable al Concili de Calcedònia.
Aviat Justí va ordenar la deposició de Sever i el seu empresonament; sembla que se li havia de tallar la llengua. Mentrestant un concili a Constantinoble l'any 518 li va llançar un anatema. Sever va fugir abans de ser agafat i va anar, junt amb el bisbe Julià d'Halicarnàs, a Alexandria (potser el 519). En lloc seu va ser nomenat patriarca Pau d'Antioquia. Els monofisites es van separar de l'església mentre diversos sínodes o concilis declaraven heretge el monofisisme.
Sever es va quedar a Alexandria protegit pel patriarca Timoteu. Van iniciar allí la controvèrsia sobre si el cos de Crist es podia corrompre abans de la resurrecció. Sever afirmava que si però el seu company Julià deia que no, i Timoteu s'inclinava per Sever.
Quan va pujar al tron Justinià I els monofisites van recuperar l'esperança, ja que si bé Justinià era seguidor del Concili de Calcedònia, la seva dona Teodora era monofisita; per la influència d'aquesta, Sever va poder tornar a Constantinoble. Allí es va trobar que Àntim, que acabava de ser nomenat patriarca de Constantinoble, era monofisita. Amb dos patriarques monofisites (a Constantinoble i Alexandria) el partit ortodox es va alarmar. Àntim i Timoteu van ser deposats en els concilis de Constantinoble i Jerusalem l'any 536, i per edicte imperial Sever va rebre altre cop un anatema i es va ordenar que es cremessin els seus escrits.
Això va consolidar la separació i es va formar la gran església jacobita oriental d'Egipte i Orient de la qual Sever va ser considerat el cap fins a la seva mort, i el legal patriarca d'Antioquia.
La data en què va morir no se sap segur. Joan bisbe de Tela la situa el 538, Gregori Bar Hebreu (Abulfaragi) el 539 i altres l'allarguen fins al 542. Hauria mort a Alexandria. Els jacobites van reconèixer a Sergi com el seu successor en el patriarcat.
Una biografia escrita per un contemporani s'ha perdut i una biografia derivada del convent sirià de Santa Maria podria no ser la seva vida sinó la d'un altre Sever.
De les seves obres només es conserven alguns fragments. Fabricius n'esmenta algunes:
- 1. Commentarii
- 2. Sermones Λόγος o Sermo
- 3. Κατὰ τοῦ Γραμματικοῦ, Contra Grammaticum, o Κατὰ Ἰωάννου τοῦ γραμματικοῦ τοῦ Καισαρέως, Contra Joanum Caesarensem Grammaticum
- 4. Κατὰ Φιλικισσίμου, Contra Felicissimum
- 5. Πρὸς Ἰονλιανὸν Ἀλικαρνασέα, Contra Julianum Halicarnassensem
- 6. Κατὰ Ἀλεχάνδρου, Contra Alexandrum o Κατὰ κωδικίλλων Ἀλεχάνδρου, Contra Codicillos Alexandri
- 7. Κατὰ τῆς διαθήκης Λαμπετίου, Contra Testamentum Lampetii
- 8. Τὰ Φιλαλήθη, o Ὁ Φιλαλήθης, Philalethes s. Amator Veri
- 9. Ἀπολογία τοῦ Φιλαλήθους, Philalethae Apologia
- 10. Περὶ τῶν δύο φυδέων, De duabus Naturis
- 11. ᾿Επιστολαί, Epistolae
- 12. Ἳπακοὴ εἰς τοὺς μάρτυρας, Hypacöe in Martyres, o Ἳπακοή, Hypacöe
- 13. Πρὸς Ἀναστάσιον διάλογος, Dialoyus ad (s. Contra) Anastasium
- 14. Πρὸς Εὐπράξιον κουβικουλάπιον ἀποκρίσεις, Responsiones ad Eupraxium Cubicularium
- 15. Εἰς τὸ "ἅγιος ὁ Θεὸς," σύνταγμα, Syntagma in illud, «Sanctus Deus»
- 16. Βίβλος τῶν ὺποσημειμθέντων ἰδιοχείρως διαφόπων κεφαλα?ων, Liber capitum variorum manu propria subsignatorum.[1]